# Antonio de Ulloa
 Antonio de Ulloa i de la Torre-Giralt  (Sevilla, 12 de gener de 1716 - Illa de Lleó, 5 de juliol de 1795) fou un científic, militar i escriptor espanyol. Se'l considera el descobridor del platí.

## Biografia
Fill de l'economista mercantilista Isidor de Ulloa Pérez. Amb tretze anys es va embarcar en el galió Sant Lluís, vaixell que va salpar de Cadis cap a Cartagena d'Índies, i amb el qual va tornar a Cadis el setembre de 1732. Va ingressar a la Reial Acadèmia de guàrdies de la marina espanyola el 1733. el 1735 va ser destinat, amb el grau de tinent de fragata juntament amb el seu col·lega Jordi Joan i Santacília, membre d'una Missió Geodèsica Francesa, expedició científica dirigida per Pierre Bouguer, i patrocinada per l'Acadèmia de Ciències de França per mesurar l'arc d'un meridià en les proximitats de Quito (Equador), el viatge es va iniciar el 26 de maig de 1735, i en la ciutat de Cartagena d'Índies amb els acadèmics francesos els que es van endarrerir en l'arribada diversos mesos. Va ser el descobridor del platí al Chocó (Colòmbia) i va participar en la revisió de les defenses dels ports del Callao i de la costa xilena.
Al viatge de retorna a Europa, el seu vaixell va ser capturat pels britànics, a Londres va ser presentat a Martin folk, president de la Royal Society, qui el va proposar com a membre, sent elegit l'11 de desembre de 1746, finalment va ser alliberat i tornada definitivament a Madrid el 25 de juliol de 1746, acabava de morir Felip V i ara regnava Ferran VI estant com a ministre Zenón de Somodevilla y Bengoechea, el marquès de l'Ensenada, després d'un viatge d'11 anys va ser nomenat capità de navili i va rebre l'encàrrec de recórrer el continent per prendre coneixement dels últims avenços científics.

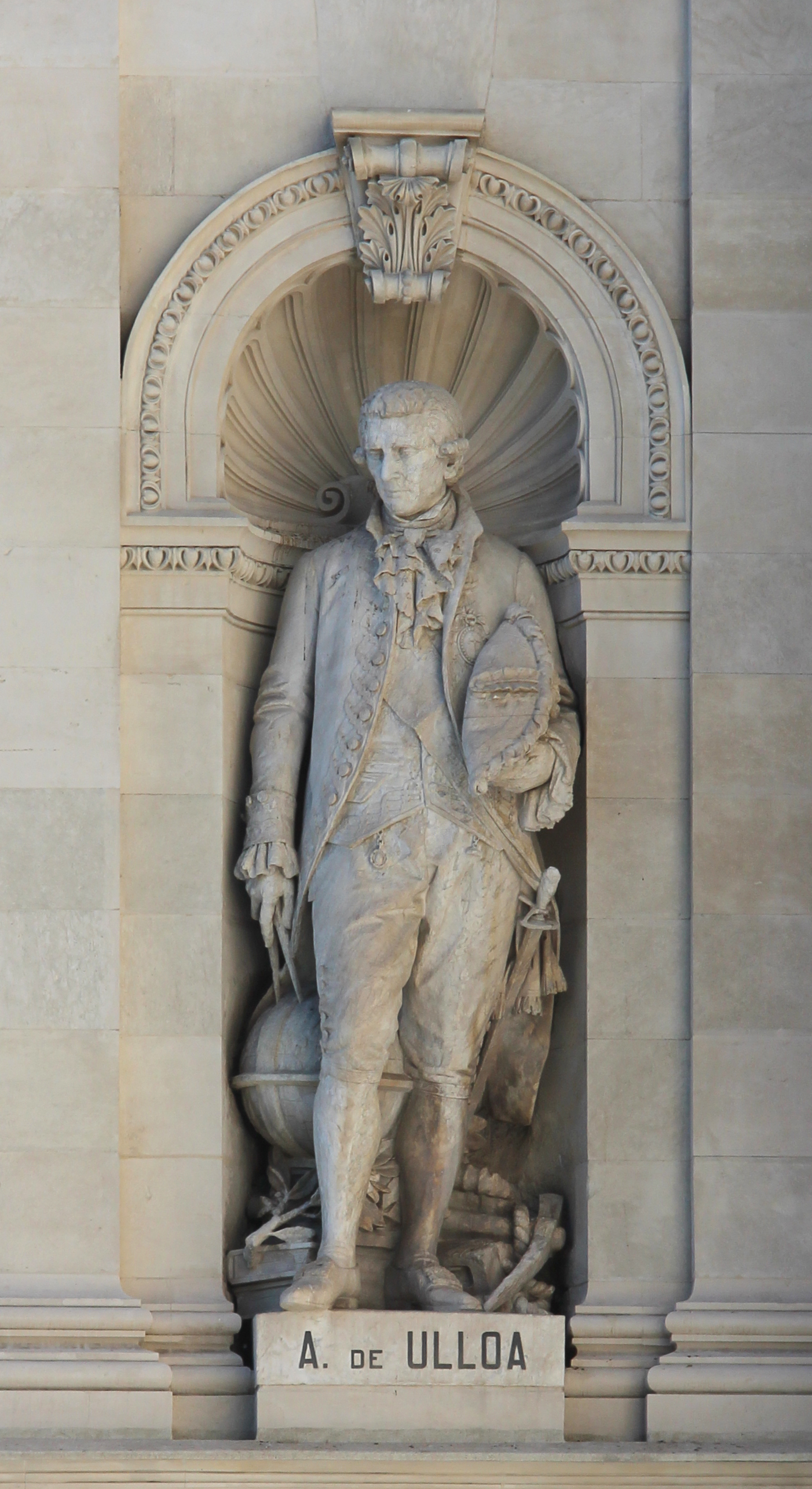
Estàtua de Ulloa a Madrid, obra de Josep Alcoverro (1899).

Va ser el fundador del Museu de Ciències Naturals de Madrid, l'Observatori Astronòmic de Cadis i el primer laboratori de metal lúrgia del país, així com membre de la Reial Acadèmia sueca, l'Acadèmia de Berlín i corresponent de la Reial Acadèmia de Ciències de París. Va ser també comanador d'Ocaña a l'Orde de Sant Jaume.
Va tornar a Amèrica com a governador de Huancavelica (Virregnat del Perú) i superintendent de les mines de mercuri de la regió (1758 - 1764), tractant de recuperar la productivitat de la mina i enfrontant-se amb el gremi de miners i els funcionaris del virregnat. Va ser nomenat contraalmirall el 1760. A petició pròpia va ser rellevat del seu càrrec a finals de 1764 i es va establir a l'Havana a l'espera d'un nou destí. Ulloa va aprofitar la seva estada a l'illa de Cuba per elaborar un informe sobre el funcionament de les comunicacions postals entre Espanya i el Perú arran de la creació de l'empresa estatal dels correus Marítims. En el seu  Mode de facilitar els Correus d'Espanya amb el Reyno del Perú  escrit el 1765, no només es posava de manifest la inviabilitat de la ruta existent, sinó que també oferia una possible alternativa al respecte. En aquells temps, la correspondència per a Amèrica s'enviava des La Corunya a l'Havana, per al seu posterior repartiment per tot el continent. Aquest treball ens descriu a la perfecció les dificultats per les quals travessava la distribució del correu per l'Amèrica meridional, problemes que es van resoldre quan el 1767 una nova línia postal quedés inaugurada entre la Corunya i Buenos Aires.
L'estada de Ulloa a Cuba no duraria molt de temps i molt aviat tindria l'oportunitat d'exercir novament responsabilitats de govern. Després de la Guerra dels Set Anys, i com a compensació a les pèrdues sofertes pels seus compromisos en el Pacte de Família en la lluita contra Anglaterra, Espanya va rebre de França el territori de la Louisiana. Antonio de Ulloa va ser nomenat governador d'aquesta, prenent possessió del càrrec el 5 de març de 1766, però va ser expulsat pels colons francesos, que no van acceptar el domini espanyol i molt menys la restricció del comerç a sis ports peninsulars. Durant el seu mandat va prohibir el comerç i el lliurament d'armes als indis, però no va tenir èxit en la seva reclamació d'ajuda econòmica a la metròpoli.
Entre 1776 i 1778 va participar en l'organització de la flota del virregnat de la Nova Espanya (actual Mèxic) i la creació d'una drassana a Veracruz. Va estar al comandament de l'última gran flota de Cadis al nou continent.
Va arribar el grau de tinent general el 1779, però el seu servei actiu no va ser tan brillant com la seva carrera científica. Va participar en el Setge a Gibraltar el 1779 i el 1780, i comandant de la flota d'Açores. Va fracassar en la reconquesta de la Florida, per això va ser jutjat en una cort marcial que el va declarar innocent, però li exonerar de les seves responsabilitats de comandament, i després va ser designat director general de l'Armada espanyola, càrrec que ocuparia fins a la seva mort, el 1795.
El seu germà Fernando va ser enginyer en cap de les obres del Canal de Castilla. Del seu matrimoni amb la Lima Francisca Ramírez de Laredo va tenir sis fills, dels quals Francisco Javier també es va dedicar a les armes, prenent part en la batalla de Trafalgar i arribant a ser ministre de Marina, director general de l'Armada i capità general.

## Obres

Bust d'Antonio de Ulloa en l'emplaçament turístic equatorià de Meitat del Món.

- (castellà) Tratado físico e historia de la aurora boreal (1752)
- (castellà) Modo de facilitar los correos de España con el reyno del Perú (1765, publicada en Sevilla en 2001)
- (castellà) Noticias americanas: entretenimientos físico-históricos sobre la América meridional, y la septentrional oriental: comparación general de los territorios, climas y producciones en las tres especies vegetal, animal y mineral (1772)
- (castellà) Observación en el mar de un eclipse de sol (1778)
- (castellà) Conversaciones de Ulloa con sus tres hijos en servicio de la Marina (1795).

### En col·laboració amb Jorge Juan
- (castellà) Plan del camino de Quito al río Esmeraldas, según las observaciones astronómicas de Jorge Juan y Antonio de Ulloa (1736-1742)
- (castellà) Observaciones astronómicas y físicas hechas en los Reinos del Perú (Madrid, 1748)
- (castellà) Relación histórica del viaje hecho de orden de su Majestad a la América Meridional (Madrid, 1748)
- (castellà) Disertación Histórica y Geográfica sobre el Meridiano de Demarcación entre los dominios de España y Portugal (1749)
- (castellà) «Noticias Secretas de América, sobre el estado naval, militar y político del Perú y provincia de Quito». Arxivat de l'original el 2012-12-18. (1748, publicat a Londres en 1826), prohibit pel governo espanyol.